# Parque Nacional Pilcomayo
Parque Nacional Pilcomayo är en nationalpark i Argentina.   Den ligger i provinsen Formosa, i den nordöstra delen av landet, 1 000 km norr om huvudstaden Buenos Aires. Parque Nacional Pilcomayo ligger 70 meter över havet.
Terrängen runt Parque Nacional Pilcomayo är mycket platt. Runt Parque Nacional Pilcomayo är det glesbefolkat, med 15 invånare per kvadratkilometer.. Närmaste större samhälle är Laguna Naick-Neck, 10,8 km sydväst om Parque Nacional Pilcomayo. 
Omgivningarna runt Parque Nacional Pilcomayo är huvudsakligen savann.